# Marianne Schneider
Marianne Schneider (auch: Marianne Galanti, Marianne Galanti-Schneider, Marianne Schneider Galanti; * 11. September 1937 in München; † 2. Februar 2023 in Florenz) war eine deutsche Übersetzerin.

## Leben
Marianne Schneider übersetzte literarische Texte aus dem Italienischen und Französischen ins Deutsche, darunter Autoren der italienischen Gegenwartsliteratur wie Ermanno Cavazzoni, Gianni Celati und Giorgio Manganelli, aber auch die Schriften von Leonardo da Vinci. Daneben war sie an der Europäischen Schule für Literarische Übersetzung in Florenz tätig. 2009 erhielt sie für ihr Lebenswerk den Deutsch-Italienischen Übersetzerpreis.

## Herausgeberschaft
- Friedrich Hölderlin: Turmgedichte, München 1991
- Friedrich Hölderlin: Poesie della torre, Milano 1993
- O Stern und Blume, Geist und Kleid ..., München 2001 (herausgegeben zusammen mit Lothar Schirmer)
- Florenz, Berlin 2002
- Leonardo da Vinci, München 2002
- Pinocchio hat gesagt ..., München 2003
- Unterwegs zu Leonardo, München 2006
- Visconti, München 2008 (herausgegeben zusammen mit Lothar Schirmer)

## Übersetzungen
- Torquato Accetto: Von der ehrenwerten Verhehlung, Berlin 1995 (Della dissimulazione onesta, 1641)
- Giorgio Agamben: Profanierungen, Frankfurt am Main 2005
- Alessandro Baricco: So sprach Achill, München 2011
- Daniele Benati: Amerika gibt es nicht, Köln 2005
- Giuseppe Bevilacqua: Auf der Suche nach dem Atemkristall, München 2004 (übersetzt zusammen mit Peter Goßens)
- Giuseppe Bevilacqua: Eine Hölderlin-Frage, Hildesheim 2010
- Luc Boltanski: Soziologie der Abtreibung, Frankfurt 2007
- Massimo Bontempelli: 522, Frankfurt am Main 1996
- Gesualdo Bufalino: Die Lügen der Nacht, Frankfurt am Main 1991
- Gesualdo Bufalino: Mit blinden Argusaugen oder Die Träume der Erinnerung, Frankfurt am Main 1995
- Roberto Calasso: Ka, Frankfurt am Main 1999 (übersetzt zusammen mit Anna Katharina Fröhlich)
- Ermanno Cavazzoni: Gesang der Mondköpfe, Berlin 1996
- Ermanno Cavazzoni: Das kleine Buch der Riesen, Berlin 2010
- Ermanno Cavazzoni: Kurze Lebensläufe der Idioten, Berlin 1994
- Ermanno Cavazzoni: Mitternachtsabitur, Stuttgart 1994
- Ermanno Cavazzoni: Die nutzlosen Schriftsteller, Berlin 2003
- Gianni Celati: Cinema naturale, Berlin 2001
- Gianni Celati: Erzähler der Ebenen, Berlin 1986
- Gianni Celati: Fata Morgana, Berlin 2006
- Gianni Celati: Landauswärts, Frankfurt am Main 1993
- Gianni Celati: Mondphasen im Paradies, Frankfurt am Main 1999
- Gianni Celati: Von der Falschheit der Bücherleser, Beimerstetten 1992
- Gianni Celati: Der wahre Schein, Berlin 1988
- Carlo Collodi: Pinocchio, München 2003
- Ugo Cornia: Geschichten von meiner Tante (und anderen Verwandten), Berlin 2009
- Rémi Courgeon: Der bunte Regen, Frankfurt am Main 1995
- Giorgio De Chirico: Das Geheimnis der Arkade, München 2011
- Antonio Delfini: Der letzte Tag der Jugend, Frankfurt am Main 1987
- Elvio Fachinelli: Der stehende Pfeil, Berlin 1981
- Nicolò Ferjancic: Polonia, Berlin 1983
- Mario Fortunato: Unschuldige Tage im Krieg, Frankfurt, M. 2010
- Carlo Emilio Gadda: Die Liebe zur Mechanik, Frankfurt am Main 1993
- Antonio Francesco Grazzini: Feuer auf dem Arno, 2 Bde. Berlin 1988 (übersetzt zusammen mit Hanns Floerke)
- Lucio Klobas: Streit mit der Zeit, Salzburg 1997
- Peter Kolosimo: Kräfte aus dem Jenseits, Wiesbaden 1974 (übersetzt unter dem Namen Marianne Galanti)
- Peter Kolosimo: Sie kamen von einem anderen Stern, Wiesbaden 1969 (übersetzt unter dem Namen Marianne Galanti)
- Peter Kolosimo: Unbekanntes Universum, Wiesbaden [u. a.] 1976  (übersetzt unter dem Namen Marianne Galanti)
- Peter Kolosimo: Viel Dinge zwischen Himmel und Erde, Wiesbaden 1970  (übersetzt unter dem Namen Marianne Galanti)
- Peter Kolosimo: Woher wir kommen, Wiesbaden 1972 (übersetzt unter dem Namen Marianne Galanti)
- Leonardo da Vinci: Die Aphorismen, Rätsel und Prophezeiungen, München 2003
- Leonardo da Vinci: Sämtliche Gemälde und die Schriften zur Malerei, Darmstadt 1990
- Leonardo da Vinci: Der Vögel Flug, München 2000
- Leonardo da Vinci: Das Wasserbuch, München 1996
- Leonardo da Vinci, Der Codex Leicester, München 1999
- Giacomo Leopardi: Tagebuch der ersten Liebe, Berlin 1998
- Antonio Manetti: Die Geschichte vom dicken Holzschnitzer, Frankfurt am Main 1993
- Giorgio Manganelli: Brautpaare und ähnliche Irrtümer, Berlin 1988
- Giorgio Manganelli: Das indische Experiment, Berlin 1994
- Giorgio Manganelli: Kometinnen und andere Abschweifungen, Berlin 1997
- Giorgio Manganelli: Manganelli furioso, Berlin 1985
- Giorgio Manganelli: Pinocchio, Frankfurt am Main 1990
- Rosa Matteucci: Lourdes, Zürich 2010
- Rosa Matteucci: Mutterherz, Zürich 2011
- Luigi Meneghello: Die kleinen Meister, Berlin 1990
- Luigi Meneghello: Wieder da!, Berlin 1993
- Alberto Moravia: Cosma und die Briganten, Berlin 2007
- François Nourissier: Im Schatten verlorener Gärten, Tübingen 1971 (übersetzt unter dem Namen Marianne Galanti)
- Giuseppe Pallanti: Wer war Mona Lisa?, München 2008
- Goffredo Parise: Versuchungen, Berlin 1998
- Alessandro Piperno: Mit bösen Absichten, Frankfurt am Main 2006
- Jacopo Pontormo: Fresken und Gemälde, München 1993
- Jacopo Pontormo: Il libro mio, München 1988
- Jacopo Pontormo: Pontormo, München 1996
- Jacopo Pontormo: Zeichnungen, München 1991
- Gianni Rodari: Das fabelhafte Telefon, Berlin 1997
- Franco Sacchetti: Die wandernden Leuchtkäfer, 2 Bde. Berlin 1988 (übersetzt zusammen mit Hanns Floerke)
- Carmelo Samonà: Der Aufseher, Berlin 1984
- Carmelo Samonà: Brüder, Berlin 1980 (übersetzt unter dem Namen Marianne Schneider Galanti)
- Carmelo Samonà: Casa Landau, Berlin 1991
- Francesca Sanvitale: Mariannas Tochter, Frankfurt 1983
- Alberto Savinio: Jules Verne, Berlin 2005
- Ignazio Silone: Der Fuchs und die Kamelie, Berlin 1998 (übersetzt zusammen mit Hanna Dehio)
- Franco Stelzer: Das erste, merkwürdige, feierliche Weihnachten ohne sie, Berlin 2004
- Alberto Vigevani: Ende der Sonntage, Berlin 2008
- Alberto Vigevani: Sommer am See, Berlin 2007
- Luchino Visconti: Angelo, München 2006
- Simone Weil: Die Verwurzelung, Zürich 2011

## Notizen
1. ↑  Traueranzeige. In: FAZ. Abgerufen am 31. März 2023.
2. ↑  Deutschlandfunk Büchermarkt vom 7. Februar 2023 Todesmeldung verkündet durch Maike Albath
3. ↑  Ihre übersetzerische Arbeit beeindruckt durch Vielfalt, literarischen Entdeckergeist und ein breites stilistisches Register, urteilte die Jury. Mit ihren Übersetzungen leistete sie einen wichtigen Beitrag zur Vermittlung italienischer Literaturgeschichte.

| Personendaten    | Personendaten |
| ---------------- | --- |
| NAME             | Schneider, Marianne                                                                                                   |
| ALTERNATIVNAMEN  | Galanti, Marianne; Galanti-Schneider, Marianne (vollständiger Name); Schneider Galanti, Marianne (vollständiger Name) |
| KURZBESCHREIBUNG | deutsche Übersetzerin                                                                                                 |
| GEBURTSDATUM     | 11. September 1937 |
| GEBURTSORT       | München |
| STERBEDATUM      | 2. Februar 2023 |
| STERBEORT        | Florenz |